# Zee

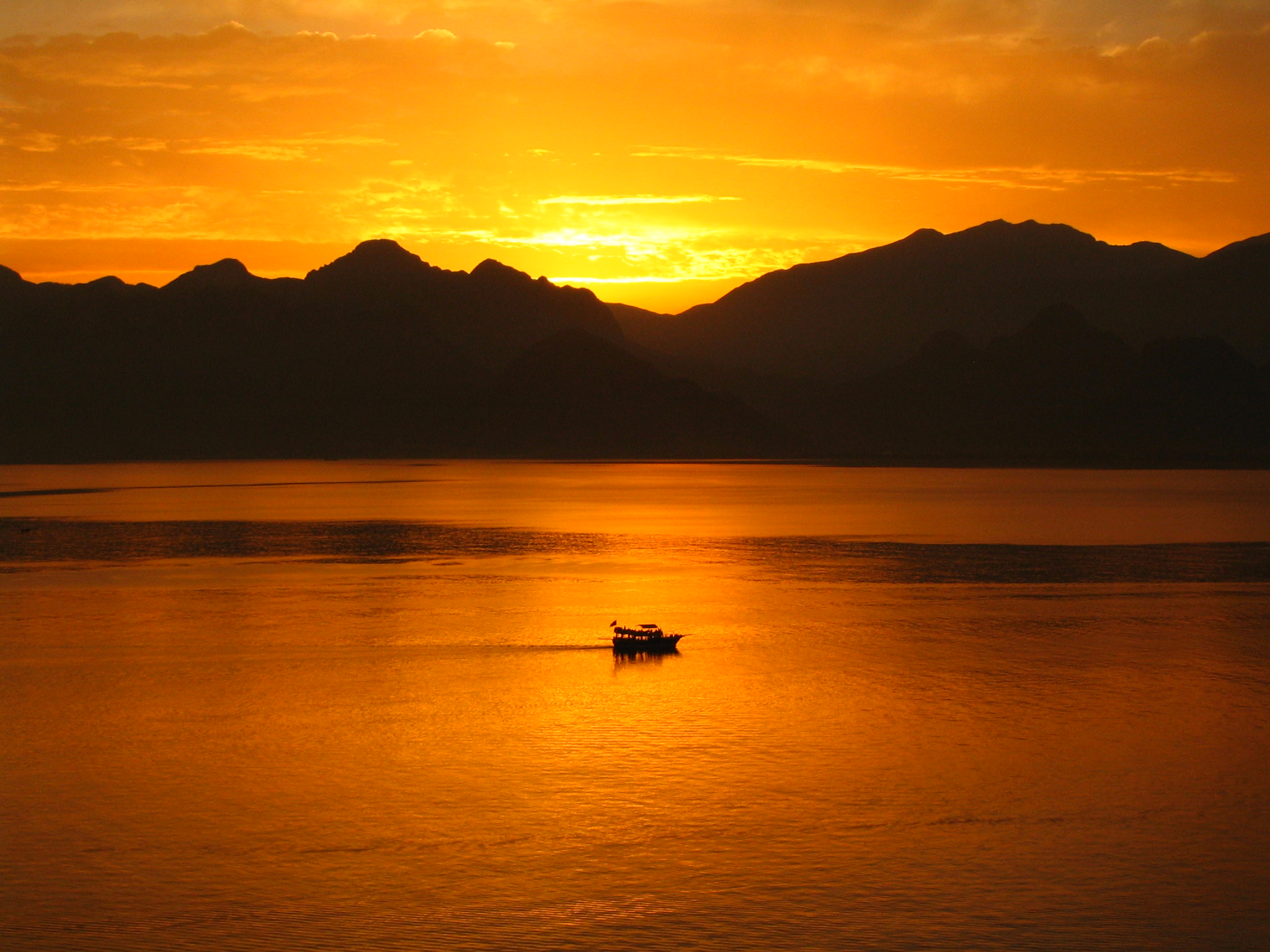
Turkse kust, Middellandse Zee

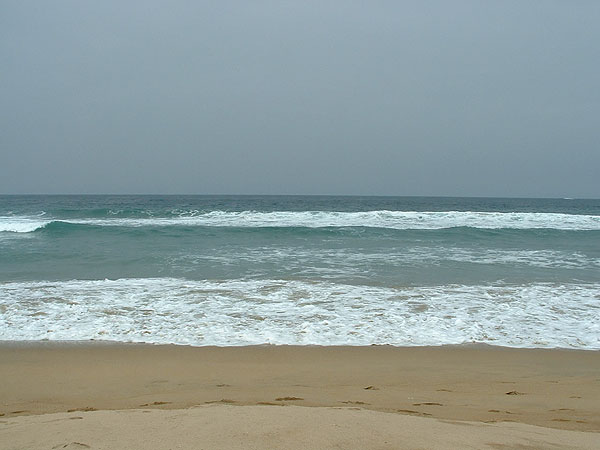
Chileense kust

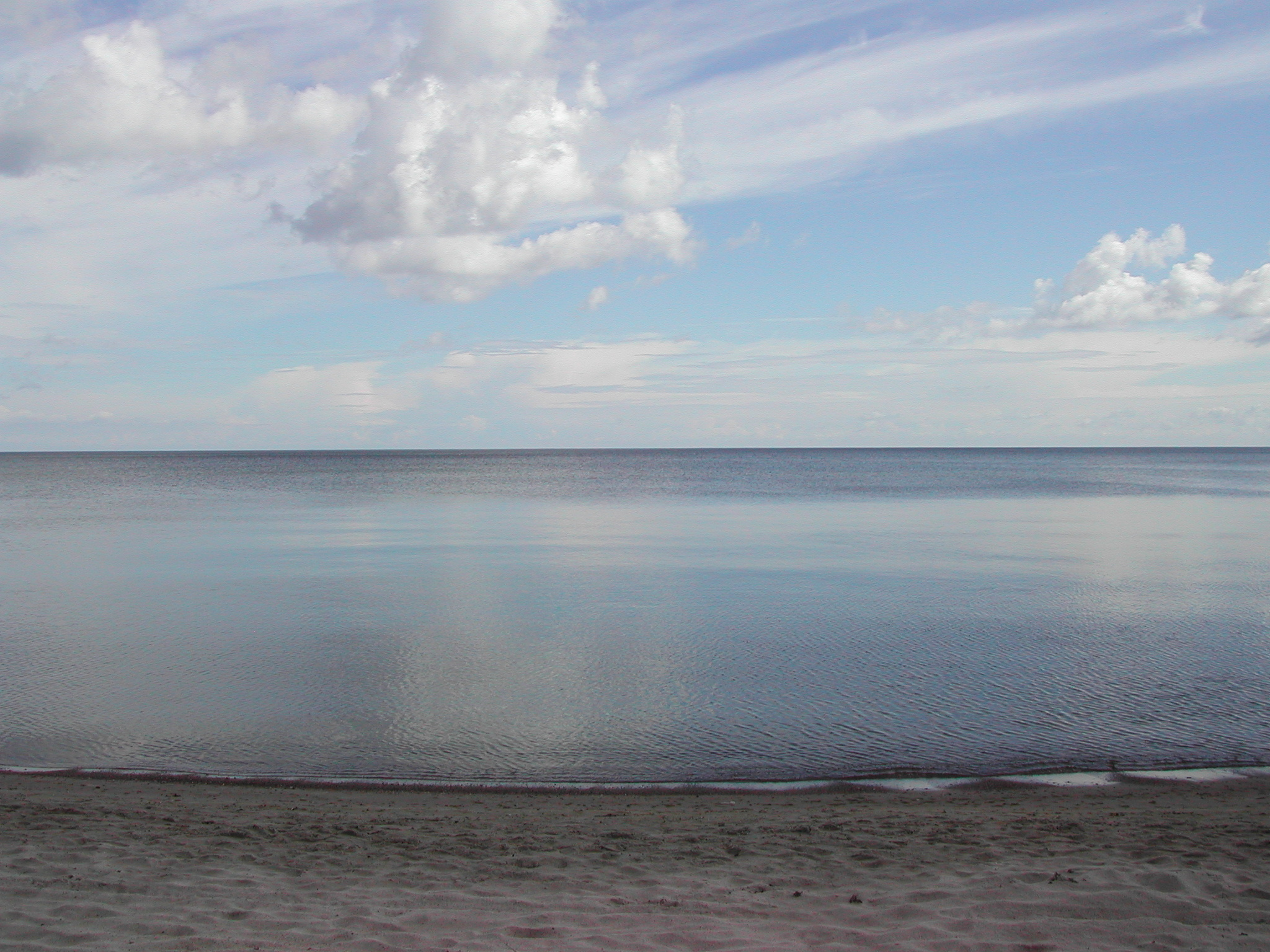
Golf van Riga

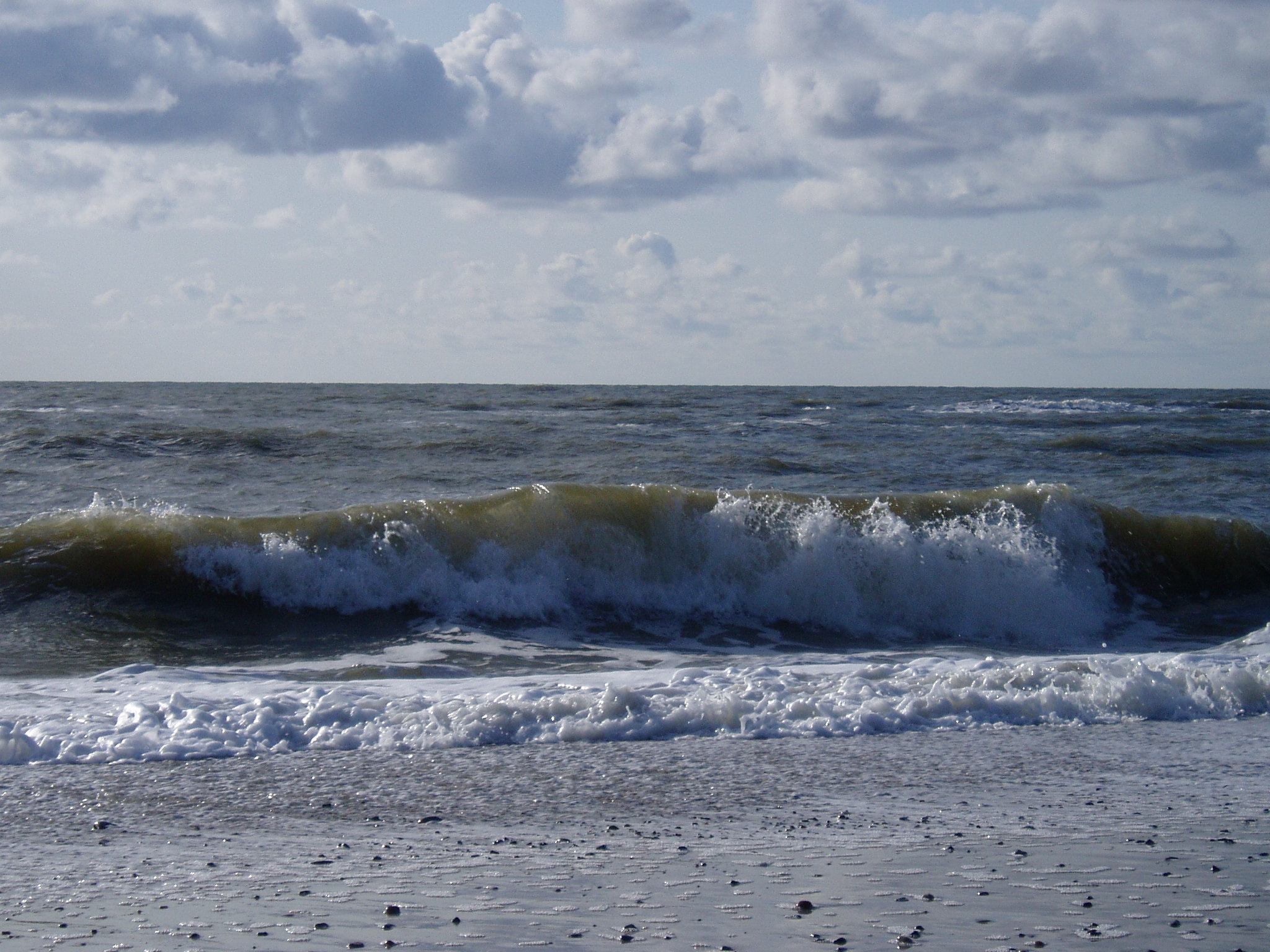
Noordzee

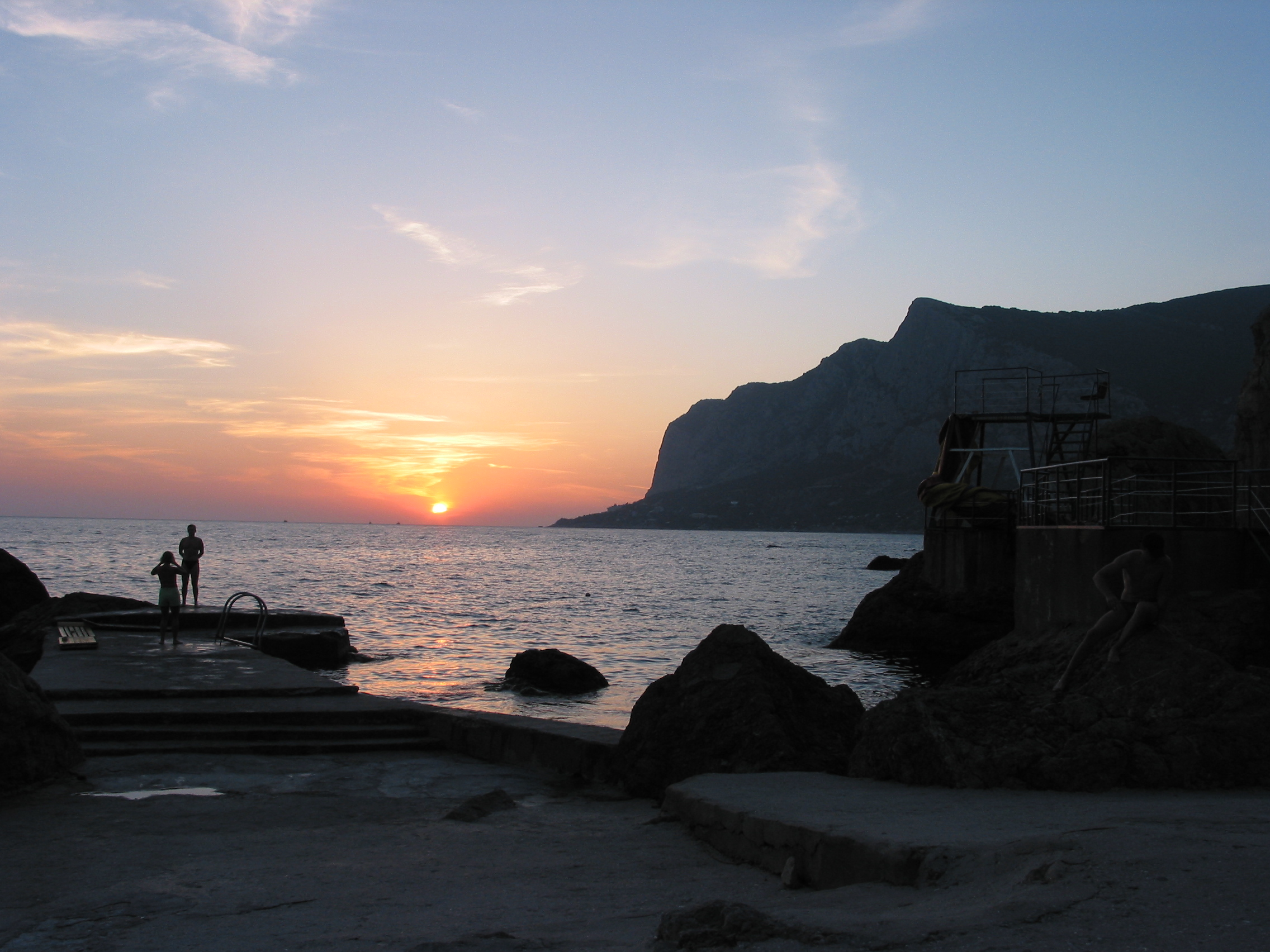
Zwarte Zee

Een zee is een grote hoeveelheid water, die in verbinding staat met een andere zee of met een oceaan, die ook als zee kan worden aangeduid, zij het dat een oceaan een zelfstandig geheel vormt met een eigen circulatie (zeestroom). Een zee daarentegen, heeft een bodem die bij een continent behoort (continentaal plat). Als de verbinding tussen zeeën smal is en uit een of meer zeestraten bestaat, spreekt men van een binnenzee.
Zeeën worden gevoed door rivieren, regenwater en beken.

## De zee als natuurfenomeen

### Geologie
De geologie van de zeebodem wordt in hoge mate bepaald door platentektoniek. Nieuw gesteente komt naar de oppervlakte in de mid-oceanische ruggen, die wereldwijd met elkaar verbonden zijn en ongeveer een derde van de oceaanbodem beslaan. De bodem van de diepzee is geologisch relatief jong: de oudste afzettingen zijn ongeveer 150 miljoen jaar oud, dus minder dan 5% van de ouderdom van de oudste continentale gesteenten. Men neemt aan dat eventuele afzettingen in de diepzee van voor de Jura door subductie in troggen zijn verdwenen. De hele oceaanbodem schuift langzaam weg van de mid-oceanische rug. Bij de Atlantische Oceaan resulteert dit in het uit elkaar drijven van de continenten; bij de Grote Oceaan verdwijnt de oceaanbodem in troggen langs de ring van vuur, een actieve zone van vulkanen en diepe aardbevingen langsheen bijna de hele kust. De Grote Oceaan wordt dus langzaam kleiner, terwijl de Atlantische Oceaan groter wordt. Een ander gevolg van de drift van de oceaanbodem is het ontstaan van kettingen van vulkanische eilanden boven zogenaamde hotspots.

### Zeestromingen
Het water op aarde is continu in beweging. Door de getijdenwerking beweegt het water in de oceanen en de randzeeën daarvan zich iedere dag heen en weer. Door verschillen in dichtheid (als gevolg van o.a. temperatuur en zoutgraad), ontstaan zeestromingen die voor watertransport over onze planeet zorgen. Door het Corioliseffect draaien deze stromingen op het noordelijk halfrond doorgaans tegen de klok in, op het zuidelijk halfrond met de klok mee. De zeestromingen zijn een van de belangrijkste factoren in het klimaat op aarde. De Golfstroom bijvoorbeeld, voert warmte vanuit het Caraïbisch gebied naar Europa, wat er de oorzaak van is dat Europa een milder klimaat heeft dan bijvoorbeeld Canada of Siberië. Doordat zee langzamer opwarmt en afkoelt dan land, is de invloed van de zee op het klimaat overal matigend.

### Zeeleven
De zeeën op aarde hebben een cruciale rol gespeeld bij de ontwikkeling van het leven op aarde. Het leven speelde zich tot zo'n 400 miljoen jaar geleden alleen in het water af. Pas in het devoon trekken de eerste planten aan land en produceren op grote schaal zuurstof, waarna in hetzelfde tijdvak de amfibieën aan land kunnen gaan. Nog steeds krioelt het in de zeeën van leven, waarvan nog maar een deel is beschreven. Bekende diergroepen die in en rond zee leven zijn vissen, zeezoogdieren, zeeschildpadden en zeevogels. Maar van minstens zo groot belang zijn minder bekende groepen als de weekdieren, stekelhuidigen (zoals zeesterren en zee-egels), kreeftachtigen en neteldieren (zoals schijfkwallen en bloemdieren). De basis van de voedselpiramide in zee wordt gevormd door eencelligen zoals de foraminiferen, dinoflagellaten, radiolaria, diatomeeën en het fytoplankton. Enkele ecosystemen in zee zijn koraalriffen en kelpwouden.

## Zee en de mens
Al vanaf de oudheid spelen de zeeën een belangrijke rol voor de mensheid. Ze zijn een belangrijke bron van voedsel voor ons en de scheepsbouwtechnieken uit de oudheid maakten het voor de mens voor het eerst mogelijk grote hoeveelheden massa over grote afstanden te vervoeren. Zeeën werden transportaders in de handel en kregen een militair belang. Het zachte klimaat dat de golfstroom Europa geeft is zonder twijfel een kritische factor geweest in het ontwikkelen van de Europese beschaving en dankzij de zee is de Europese beschaving sinds de renaissance
weer over de rest van de wereld uitgedijd. Later kregen de zeeën een functie in het wereldwijde personenvervoer en tegenwoordig hebben ze vooral een belang in het goederenvervoer. Ze vormen vandaag de dag een vitale levensader van onze welvaart.

### Visserij
Al van in de prehistorie vormt de zee een belangrijke bron van voedsel voor grote mensengemeenschappen. In 2017 werd wereldwijd 93,4 miljoen ton vis gevangen, naast 112,0 miljoen ton gekweekte vis. De grootste producenten zijn China (38,93%), Indonesië (11,02%), India (5,67%), Vietnam (3,46%) en de Europese Unie (3,31%). Hoewel de Europese visserijvloot wereldwijd actief is, komt 74% van de vangst uit het noordoosten van de Atlantische Oceaan. Nederlandse boten brachten 363 000 ton aan; Belgische boten 24 649 ton.
Overbevissing heeft een groot aantal vissoorten zeldzaam gemaakt en vooral de vispopulaties met de hoogste marktwaarde, zoals tonijn en zalm, zijn overal ter wereld sterk achteruitgegaan. Het aanbod in de detailhandel wordt grotendeels op peil gehouden door aquacultuur, dat wil zeggen gekweekte vis; maar ook die vissen worden gevoed met in het wild gevangen soorten zoals zandspiering en lodde.

### Zeerecht
Zeerecht is het geheel van rechtsregels en jurisprudentie met betrekking tot de zee. De meeste landen met zeehavens hebben een specifieke wetgeving met betrekking tot scheepvaart op zee, maar daar komt bovenop dat de meeste zeeën aan meer dan één land grenzen, en dat een land slechts exclusieve jurisprudentie heeft in een beperkte strook buiten zijn eigen kust. Het zeerecht in internationale wateren vormt het voorwerp van transnationale overeenkomsten zoals het VN-zeerechtverdrag waarin aspecten aan bod komen van veiligheid, vervuiling en arbeidsrecht voor zeelui.

### Zeevervuiling
Menselijke activiteit beschadigt het zeemilieu, niet alleen rechtstreeks door de scheepvaart, maar ook en vooral ten gevolge van de afvoer van vervuilende producten vanaf het land, bijvoorbeeld via rivieren.
Voedingsstoffen komen in zee terecht door rioolwater en als gevolg van land- en bosbouw. Ze veroorzaken algenbloei die het zuurstofgehalte in het kustwater verlagen met sterfte van andere zeebewoners tot gevolg; sommige algen zijn ook rechtstreeks giftig voor mensen en vissen.
Bezinksel van mijnbouw en baggerwerken veroorzaakt onderzeese stofwolken die de zeeflora van levensnoodzakelijk zonlicht beroven.
Pathogene micro-organismen uit rioolwater en uitwerpselen van vee besmetten het kustzwemwater en maken vis en schaaldieren ongeschikt om te eten.
Exotische soorten worden geïntroduceerd via kanalen, ballasttanks en viskwekerijen; ze kunnen de oorspronkelijke soorten verdrijven en de globale biodiversiteit sterk verminderen.
Persistente gifstoffen zoals polychloorbifenyl, zware metalen en dichloordifenyltrichloorethaan komen in zee terecht via afvalwaters en door insijpeling vanuit afvalstorten. Ze vergiftigen het leven in zee nabij grote steden en industriegebieden. Vetoplosbare gifstoffen stapelen zich op in dieren en worden zo geintroduceerd in de voedselketen.
Olievlekken van bronnen op het land en van schepen zijn dodelijk voor vele soorten zee-organismen. Teerballen vervuilen stranden.
Plasticsoep wordt door vissen verward met prooien of ze raken erin verstrikt. Plastic afval vervuilt stranden en blijft honderden jaren intact.
Radioactieve vervuiling van diverse militaire en burgerlijke bronnen stapelt zich op in roofvissen en schaaldieren en belandt zo ook in de voeding van de mens.
Thermische vervuiling is afkomstig van elektriciteitscentrales en industriële installaties. Ze is dodelijk voor koraal en andere temperatuurgevoelige sedentaire organismen; andere organismen worden verdreven.
Lawaai van grote schepen en machines draagt onder water duizenden kilometers ver, en brengt zeedieren in de war.

### Opwarming
De zee speelt een cruciale rol in de studie van de opwarming van de Aarde, zowel in de modellering (een groot deel van het klimaat en het weer wordt op zee bepaald) als in de gevolgen. De opwarming van de atmosfeer veroorzaakt een opwarming van het zeewater vanaf de bovenste lagen, met nefaste gevolgen voor het leven in zee. Bovendien veroorzaakt de toenemende concentratie koolstofdioxide in de atmosfeer een verhoging van de zuurtegraad van het zeewater.

### Zeegeur
De geur van de zee is door iedereen gekend. Maar zout zeewater is eigenlijk geurloos. De geur die door iedereen is gekend komt eigenlijk van enerzijds bacteriën en anderzijds algen. Het gas dimethylsulfide, dat voortkomt uit bacteriën die dode algen, plankton en zeewier opeten, is de belangrijkste factor om tot de ‘zeegeur’ te komen. Ook de eicellen van zeewieren verspreiden een geur om andere zeewierspermacellen te verleiden, gekend onder de naam dictyopterenen. De visachtige geur is afkomstig van de bromofenolen. Die zitten in vissen, schaaldieren en schelpdieren en die worden aangemaakt door de algen en wormen die zij verorberen. Belangrijke factor voor de ‘zeegeur’ zijn de algen. Hoe minder algen er in de zee zitten, hoe minder de zee ruikt. Dat verklaart waarom, pakweg, de Noordzee veel meer ruikt naar de zee dan de Middellandse Zee.

## Overzicht van zeeën
Atlantische Oceaan
- Caraïbische Zee
- Meer van Maracaibo
- Golf van Biskaje
- Golf van Mexico
- Ierse Zee
- Labradorzee
  - Baffinbaai
  - Hudsonbaai
  - Jamesbaai
- Middellandse Zee
  - Adriatische Zee
  - Egeïsche Zee
  - Ionische Zee
  - Ligurische Zee
  - Tyrreense Zee
  - Zee van Marmara
- Noordzee
  - Het Kanaal
  - Waddenzee
- Noorse Zee
- Oostzee
  - Botnische Golf
  - Finse Golf
  - Golf van Riga
- Sargassozee
- Scotiazee
- Zwarte Zee
  - Zee van Azov

Grote Oceaan
- Balizee
- Bandazee
- Beringzee
- Celebeszee
- Floreszee
- Gele Zee
- Golf van Thailand
- Japanse Zee
- Javazee
- Koraalzee
- Korozee
- Oost-Chinese Zee
- Suluzee
- Tasmanzee
- Zee van Ochotsk
- Zuid-Chinese Zee

Indische Oceaan
- Andamanse Zee
- Arabische Zee
- Arafurazee
- Golf van Aden
- Golf van Bengalen
- Golf van Carpentaria
- Golf van Oman
- Perzische Golf
- Rode Zee
- Timorzee

Noordelijke IJszee
- Barentszzee
  - Witte Zee
- Beaufortzee
- Groenlandzee
- Karazee
- Laptevzee
- Lincolnzee
- Tsjoektsjenzee

Zuidelijke Oceaan
- Amundsenzee
- Daviszee
- Rosszee
- Scotiazee
- Weddellzee

Volgens bovenstaande definitie zijn de volgende zeeën geen zee:
- Dode Zee
- Kaspische Zee

## Zeeën op de maan
De maan van de aarde heeft ook zeeën, maar dan is het een benaming voor vulkanische vlakten waarvan men ten tijde van de naamgeving dacht dat het om zeeën ging.